# 家永芳彦

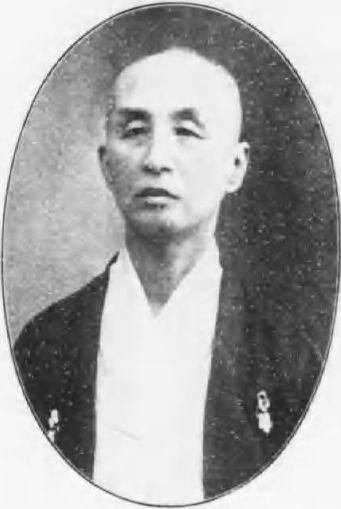
家永芳彦

家永 芳彦（いえなが よしひこ、1849年11月24日（嘉永2年10月10日） - 1913年（大正2年）8月5日）は、明治から大正時代の政治家、弁護士。自由民権運動家。新聞経営者。衆議院議員（3期）。

## 経歴
佐賀藩士。肥前国佐賀郡西田代町（現佐賀市）生まれ。安政3年（1856年）に藩校弘道館に入り漢学を修める。戊辰戦争に従軍し奥羽で戦傷を受けた。明治維新後、佐賀藩中学校（のち佐賀中学校、現・佐賀県立佐賀西高等学校）寮監を務めたのち明治5年（1872年）上京、江藤新平宅に寄寓し、漢学およびドイツ語を修めた。江藤と共に帰郷後、明治7年（1874年）の佐賀の乱で戦った。その後、兄の家永恭種が同志と共に興した政治結社「松風社」に参加し民権の発揚を訴え、明治8年（1875年）同社の長崎支社の支社長となり、1878年（明治11年）長崎上等裁判所より代言人の免許を得る。
1882年樽井藤吉の東洋社会党に参加、同年西道仙、志波三九郎ら同志とともに肥前改進党長崎部会を結成して大隈重信の立憲改進党に属す。1889年に日刊紙「長崎新報」を長崎市西浜町（現・銅座町）で創刊し社長となる。水道設置反対論を掲げ1889年（明治22年）長崎市会議員に立候補し当選した。
ほか、長崎代言人組合長、長崎市会議長（初代など4度務める）、長崎県会議員、長崎新報社長を務めた。1890年（明治23年）7月の第1回衆議院議員総選挙で長崎県第1区から出馬し当選。1892年の第2回衆院選では落選し、長崎新報社長を辞任し横山寅一郎にその座を譲る。1895年に横山が長崎市長に当選すると家永の党内勢力衰退し、ついには除名されたため、大成俱楽部を組織して進歩党・国民党と提携するも、1913年に立憲同志会が設立されると同会に入り、長崎県同志倶楽部幹事長となる。
第3回、第4回総選挙でも当選し衆議院議員を通算3期務めた。
北川信従長崎市長の後任候補者交渉のため長崎市会議長として上京中に電車から転落して脳出血を起こし、1ヵ月後の1913年8月に日本橋病院で死去した。

## 家族
- 兄・家永恭種(1844-1890) ‐ 通称・範之助、号・嘯倣。文武両道に秀で維新の際参謀となって奥羽戦争に従軍。佐賀県参事、水戸裁判所長などを歴任し、佐賀戦争後帰郷、徳久恒範らと松風社を結社して社長となり、代言人業務を行なっていたが、1878年(明治11年)に改組して私立中学校「戊寅義学」を開校。同校は武富時敏、樽井藤吉らを教師に迎え、江藤新平、加藤十四郎、的野半介、伊丹弥太郎らも学んだと言われる。また同年の郡区町村編制法施行にともない、長崎区初代区長に選出された（3か月間）[11][12]。佐賀取引所の創立等に尽力し　明治22年(1889)佐賀市制施行に伴い、佐賀市会（議会）初代議長に選出[13][14]
- 三男・家永文彦（1893年生） ‐ 特許局技師。東京帝国大学船舶工学科卒業後、商工省入省。岳父に東京女子高等師範学校教師・竹島茂郎。竹島は阿山郡花ノ木村に生まれ、高等師範学校博物学科卒業後、1903年より約30年間女高師教諭として勤務し、『模範教育我家の新家庭』など多数の著書を遺した。[15][16][17]